# Quifangondo
Quifangondo é um distrito urbano e comuna angolana que se localiza na província de Ícolo e Bengo, pertencente ao município de Sequele. Está localizado às margens do rio Bengo.
Quifangondo ficou célebre por ter sido o palco da batalha de Quifangondo, numa época em que não passava de um vilarejo, travada entre as Forças Armadas Populares de Libertação de Angola com o apoio das Forças Armadas de Cuba e o FNLA com o apoio dos exércitos do Zaire, África do Sul e dos mercenários do ELP. A batalha foi decisiva pois mudou o curso da história a favor das forças do MPLA.
No local da batalha, uma colina com vista para o rio Bengo, foi construído o Memorial da Batalha de Quifangondo, como um tributo a todos aqueles que participaram na luta de libertação nacional. O memorial foi projectado pelo escultor Rui de Matos e inaugurado em 2004 pelo presidente de Angola, José Eduardo dos Santos.